# The Frames
The Frames – irlandzki zespół powstały w Dublinie w 1990 roku. Nagrali 6 albumów studyjnych. Jego członkowie w większości pochodzą z Dublina.

## Historia
Zespół istnieje od 1990 roku. Jego skład ulegał zmianom. Supportowali m.in. Damiena Rice i Bell X1. W 2007 roku byli supportem przed koncertami Boba Dylana w Nowej Zelandii i Australii.
Nazwa zespołu pochodzi od dziecięcego hobby frontmana grupy Glena Hansarda. Jako mały chłopczyk naprawiał rowery. Liczba ram rowerowych (z ang. frame), jaka zalegała w ogródku jego domu, przykuwała uwagę i sąsiedzi przezwali ich posiadłość „dom z ramami” (ang. house with the frames).
Zespół często współpracuje z zespołami, które zaczynały od grania na dublińskiej ulicy Grafton Street. W tym miejscu swoją muzyczną karierę rozpoczynał także Hansard. Wśród muzyków, z którymi współpracowali, był m.in. Mic Christopher. Kiedy zmarł w 2001 roku, The Frames zaangażowali się w pośmiertne wydanie jedynego albumu Mica Christphera Skylarkin'.
W 1991 roku Hansard zagrał w filmie The Commitments rolę Outspana Fostera. Hansard przyznał, że żałuje, iż wziął udział w tym filmie, ponieważ odciągnęła ona uwagę od jego kariery muzycznej. Colm Mac Con Iomaire wziął gościnny udział w filmie jako skrzypek biorący udział w przesłuchaniu do zespołu. W filmie Pulp Fiction można zauważyć Bronagh Gallagher ubraną w koszulkę The Frames. Glen Hansard ponownie pojawił się w filmie Once, gdzie zagrał główną rolę i do którego wraz z Markétą Irglová skomponował ścieżkę dźwiękową. W 2007 roku otrzymali Oscara za najlepszą oryginalną piosenkę filmową Falling Slowly. Scenariusz do filmu napisał i wyreżyserował go były basista grupy John Carney.
Piosenka zespołu Dream Awake została użyta w pilotowym odcinku serialu NBC Life, a w 11 odcinku tego serialu pojawia się utwór Finally.
13 maja 2008 na amerykańskim portalu iTunes jest dostępna ekskluzywna edycja albumu The Cost, która zawiera trzy dodatkowe piosenki The Blood, No More I Love Yous i This Low, a także teledyski do utworów Falling Slowly, Sad Songs i The Side You Never Get To See.

## Obecni członkowie
- Glen Hansard: frontman, gitarzysta (1990-obecnie)
- Colm Mac Con Iomaire: instrumenty klawiszowe, wokal, skrzypce (1990-obecnie)
- Joe Doyle: gitara basowa, wokal (1996-obecnie)
- Rob Bochnik: gitara, wokal (2002-obecnie)
- Johnny Boyle: perkusja, instrumenty perkusyjne (2003-obecnie)

## Byli członkowie
- Noreen O'Donnell: (1990–1996) (wokal)
- Dave Odlum: (1990–2002) (gitara)
- Paul Brennan :  (1990–1998) (perkusja, instrumenty perkusyjne)
- Dave Hingerty:  (1998–2003) (perkusja, instrumenty perkusyjne)
- John Carney: (1990–1993) (gitara basowa, wokal)
- Graham Downey:  (1993–1996) (gitara basowa)
- Graham Hopkins: (nigdy nie był członkiem zespołu, ale grał na perkusji podczas nagrywania albumów Dance the Devil, Burn the Maps i The Cost)

## Dyskografia

### Albumy
- Another Love Song (1991)
- Fitzcarraldo  (1995)
- Dance the Devil (1999)
- For the Birds (2001)
- Breadcrumb Trail (2002) (live album)
- Set List (2003) (live album)
- Burn the Maps (2004)
- The Cost (2006)

### Single i EP
- The Dancer (1991)
- Masquerade (1992)
- Turn On Your Record Player EP (1992)
- Picture of Love (1993)
- Angel at My Table (1994)
- Revelate (1995)
- Monument (1996)
- I am the Magic Hand (15 lutego 1999)
- Pavement Tune (1999)
- Rent Day Blues EP (1999)
- Come On Up to the House
- Lay Me Down (2001)
- Headlong (2002)
- The Roads Outgrown EP (2003)
- Fake (12 września 2003)
- Finally (20 sierpnia, 2004)
- Sideways Down (28 stycznia 2005)
- Happy (tylko singiel radiowy – 2005)
- Falling Slowly/No More I Love Yous (1 września 2006)